# Mohamed Sanu
Mohamed Sanu (New Brunswick, 22 agosto 1989) è un giocatore di football americano statunitense che gioca nel ruolo di wide receiver per i San Francisco 49ers della National Football League (NFL). Fu scelto nel corso del terzo giro (83º assoluto) del Draft NFL 2012 dai Cincinnati Bengals. Al college ha giocato a football a Rutgers.

## Carriera

### Cincinnati Bengals

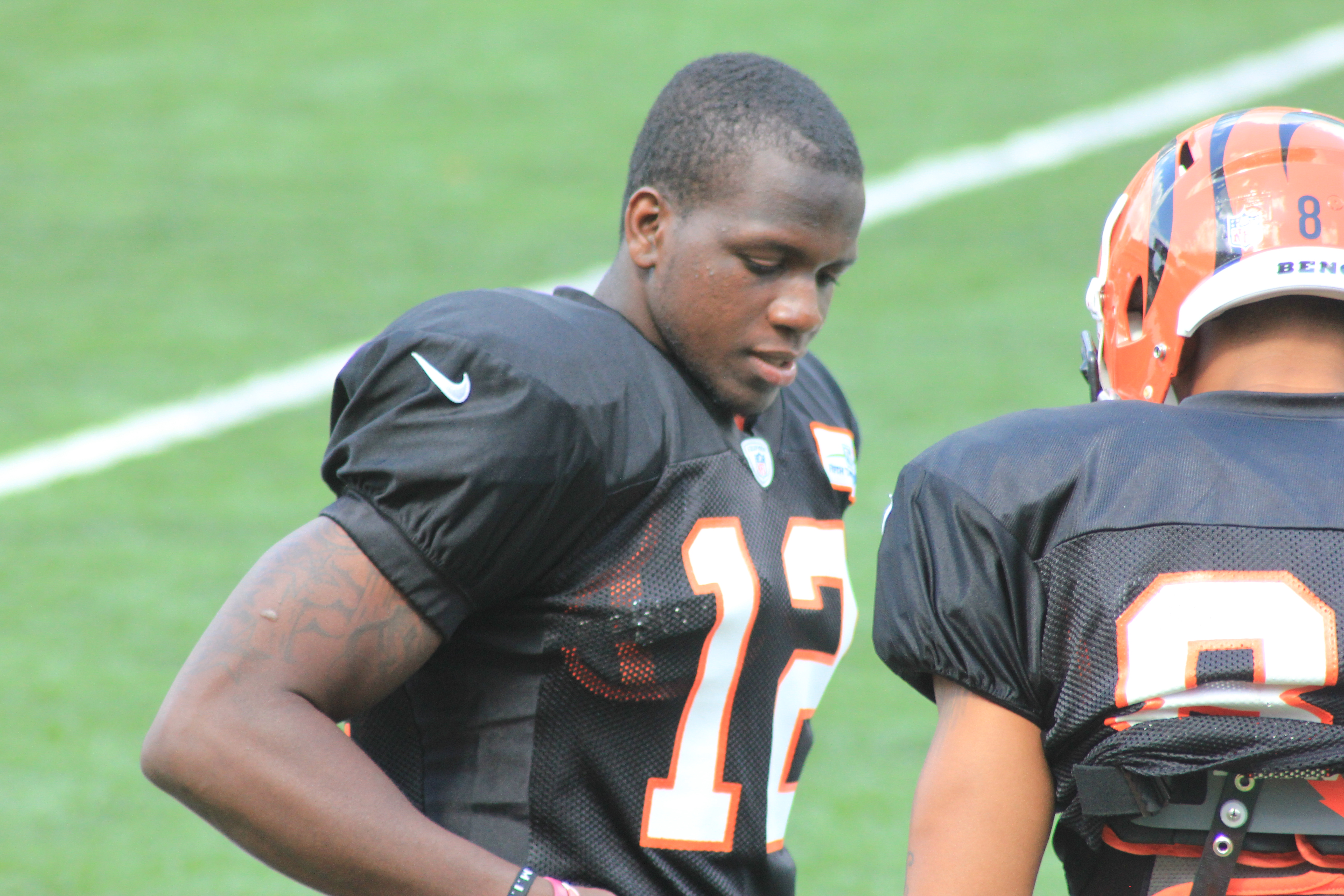
Sanu nel 2012 coi Bengals

Il 27 aprile 2012, Sanu fu scelto nel corso del terzo giro del Draft 2012 dai Cincinnati Bengals. Il primo touchdown su ricezione della carriera lo segnò nella settimana 10 contro i New York Giants. Sanu segnò anche nei due turni successivi: un touchdown contro i Kansas City Chiefs e due contro gli Oakland Raiders. La sua stagione da rookie si concluse con 16 ricezioni per 154 yard e 4 touchdown.
Il primo touchdown della stagione 2013, Sanu lo segnò nella vittoria della settimana 11 contro i Cleveland Browns. Battendo i Vikings nella settimana 16, i Bengals ottennero la loro terza qualificazione ai playoff consecutiva, un fatto senza precedenti per la franchigia, col giocatore che sengnò il suo secondo TD del 2013. La sua seconda stagione regolare si concluse con 455 yard ricevute e 2 touchdown disputando tutte le 16 partite, tutte tranne due come titolare.
Nella settimana 2 del 2014, Sanu divenne il ricevitore principale della squadra in quella sfida dopo l'infortunio a A.J. Green a inizio gara, rispondendo con 83 yard ricevute e un touchdown che fruttarono la vittoria sugli Atlanta Falcons. La settimana successiva passò un touchdown per Andy Dalton, il secondo della carriera, da 18 yard. La sua annata si chiuse al secondo posto dei Bengals con 790 yard ricevute.

### Atlanta Falcons

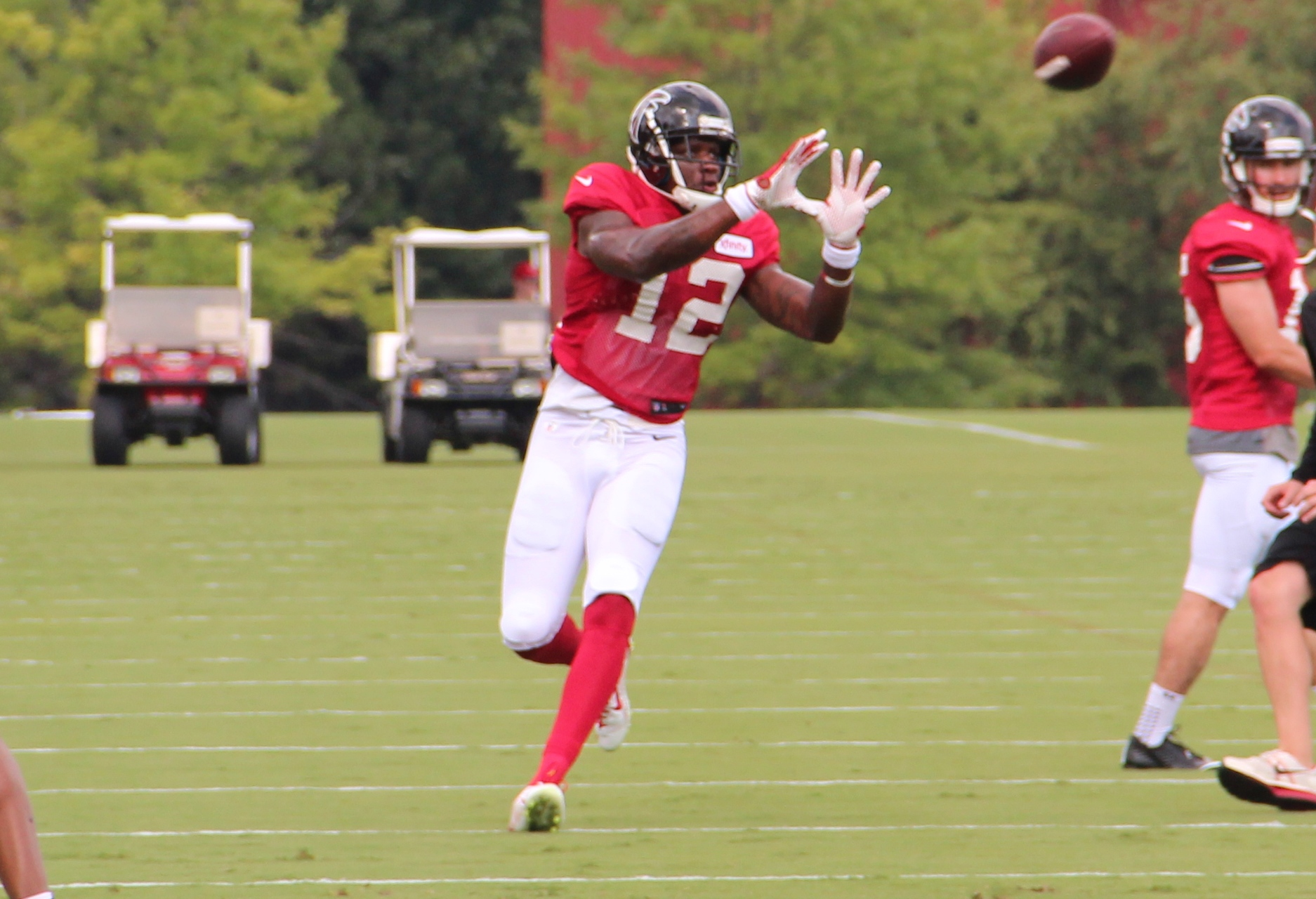
Sanu nel training camp 2016

Il 10 marzo 2016, Sanu firmò un contratto quinquennale del valore di 32,5 milioni di dollari con gli Atlanta Falcons. Nella prima stagione con la nuova maglia ricevette 653 yard e 4 touchdown giocando sul lato opposto della stella Julio Jones. Andò a segno anche nelle due gare di playoff vinte contro Seattle Seahawks e Green Bay Packers che portarono i Falcons a disputare il Super Bowl LI. Il 5 febbraio 2017 partì come titolare nella finalissima in cui i Falcons furono battuti ai tempi supplementari dai New England Patriots dopo avere sprecato un vantaggio di 28-3 a tre minuti dal termine del terzo quarto.

### New England Patriots
Il 22 ottobre 2019 Sanu fu ceduto ai New England Patriots in cambio di una scelta del secondo giro del draft NFL 2020. Il 2 agosto 2020 fu messo in lista PUP, per essere attivato due giorni dopo. Il 3 settembre 2020 fu svincolato.

### San Francisco 49ers
Il 15 settembre 2020 Sanu firmò un contratto di un anno con i San Francisco 49ers.

## Palmarès

### Franchigia
- National Football Conference Championship: 1

Atlanta Falcons: 2016